# Campanula tatrae
Campanula tatrae är en klockväxtart som beskrevs av Vincze von Borbás. Campanula tatrae ingår i släktet blåklockor, och familjen klockväxter.

## Underarter
Arten delas in i följande underarter:
- C. t. mentiens
- C. t. sudetica
- C. t. tatrae